# Coco-do-mato
O coco-do-mato ("bush coconut" no inglês), ou maçã-de-sangue ("bloodwood apple"), é um alimento típico da culinária australiana. Trata-se de uma galha de inseto que combina componentes vegetais e animais: uma fêmea adulta de cochonilha e sua prole (do gênero Cystococcus) vivem em uma galha induzida em uma árvore de eucalipto-de-jardim (Corymbia). 
Os cocos-do-mato variam em tamanho, de uma bola de golfe a uma bola de tênis. Eles possuem uma camada externa dura e irregular. A camada interna é uma carne branca que contém a fêmea do inseto e sua prole. Existem três espécies conhecidas de Cystococcus responsáveis pela formação do coco-do-mato: C. pomiformis, C. echiniformis e C. campanidorsalis. A C. pomiformis é a espécie mais comum. O coco-do-mato é encontrado na Austrália Ocidental, no Território do Norte, em Queensland e em Nova Gales do Sul.
O coco-do-mato é colhido da árvore hospedeira e quebrado para permitir o consumo da carne e das cochonilhas. Ambos possuem alto teor de proteína e são usados como fonte de alimento por humanos e outros animais. O nome "coco-do-mato" deriva da carne branca da camada interna, que é semelhante em aparência à de um coco, e o sabor da carne é descrito como tendo um toque de coco. O coco-do-mato foi retratado no "tempo do sonho" e usado como inspiração em suas obras de arte.

## Descoberta
O coco-do-mato não foi mencionado em documentos iniciais sobre alimentos de insetos aborígenes e é considerado um dos alimentos bushfood menos conhecidos consumidos pelos povos aborígines. O coco-do-mato foi descrito pela primeira vez por Walter Wilson Froggatt em 1893 como Brachyscelis pomiformis. Froggatt coletou material no noroeste da Austrália e listou dois locais em sua descrição original da espécie: Torrens Creek, em Queensland e Barrier Ranges, na Austrália ocidental. Froggatt observou que os aborígenes comiam tanto o inseto quanto a carne macia da galha jovem. A espécie identificada por Froggatt foi revisada várias vezes, de B. pomiformis para Apiomorpha pomiformis, Ascelis pomiformis e, finalmente, para Cystococcus pomiformis. 
O entomologista australiano Claude Fuller descreveu brevemente outra espécie de inseto que induz o coco-do-mato, C. echiniformis, em 1897. Fuller forneceu uma descrição mais detalhada junto com desenhos lineares da fêmea adulta e sua galha em 1899. Alguns cientistas consideraram C. pomiformis e C. echiniformis como pertencentes ao gênero Ascelis. No entanto, isso foi rejeitado em 1986 por P. J. Gullan e A. F. Cockburn, que descobriram que Ascelis e Cystococcus são gêneros próximos, mas distintos. Eles identificaram o que suspeitavam ser uma terceira espécie em um artigo publicado em 1986. Essa espécie foi então nomeada e formalmente descrita como C. campanidorsalis em 2015 por Semple et al. Os cocos-do-mato são encontrados em várias espécies diferentes de eucaliptos-de-jardim (Corymbia) em toda a Austrália.

## Descrição

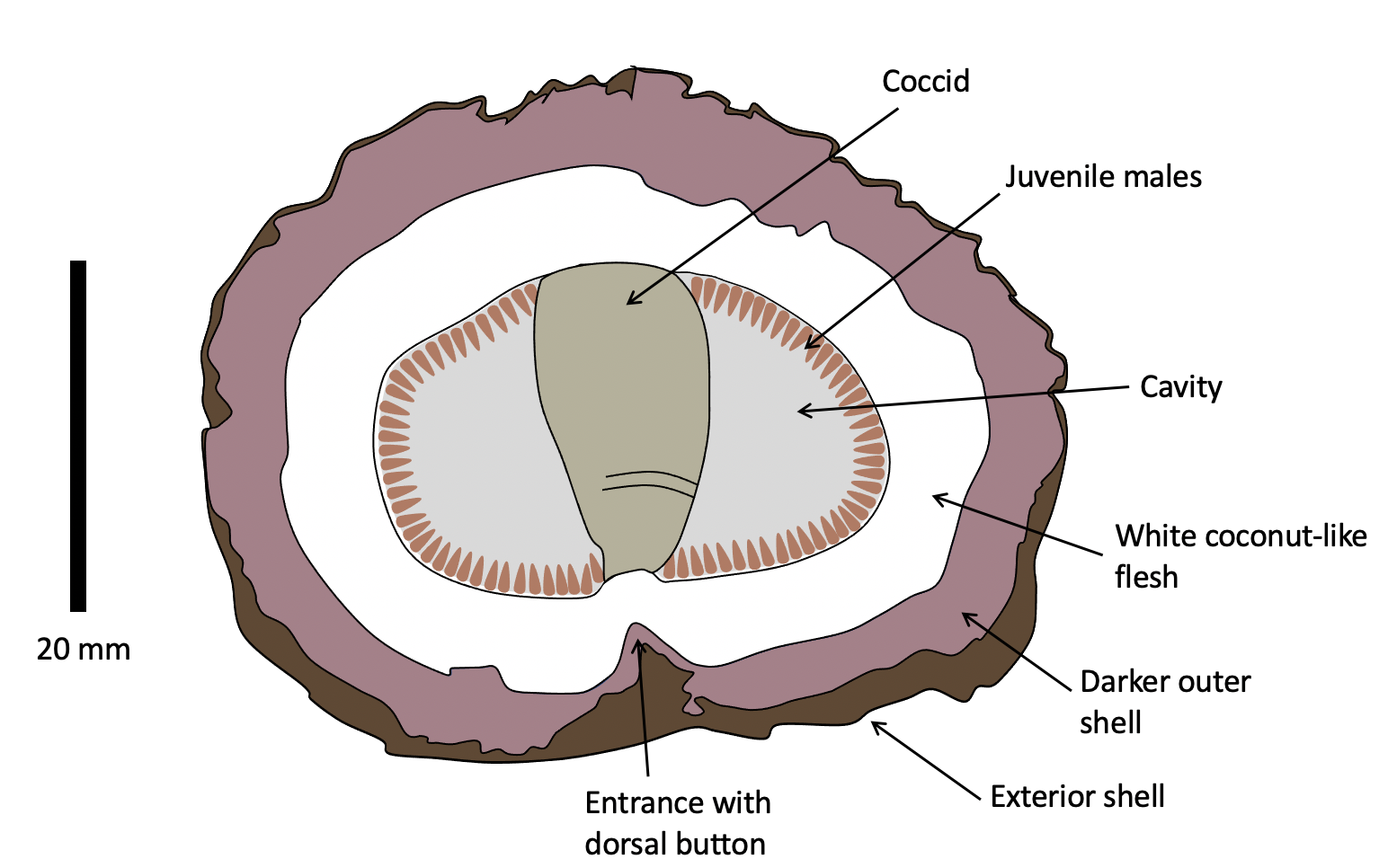
Diagrama de uma seção transversal de um coco-do-mato.

O coco-do-mato é uma galha de inseto. É uma combinação de planta e animal: uma fêmea adulta de cochonilha vive em uma galha induzida em um Corymbia, o eucalipto-de-jardim.

### Inseto
O inseto que induz a galha é um Hemiptera do gênero Cystococcus. Três espécies foram identificadas: C. pomiformis, C. campanidorsalis e C. echiniformis. A espécie mais comum é C. pomiformis. A cochonilha viva tem uma cor amarelo-esverdeada.

#### Fêmea

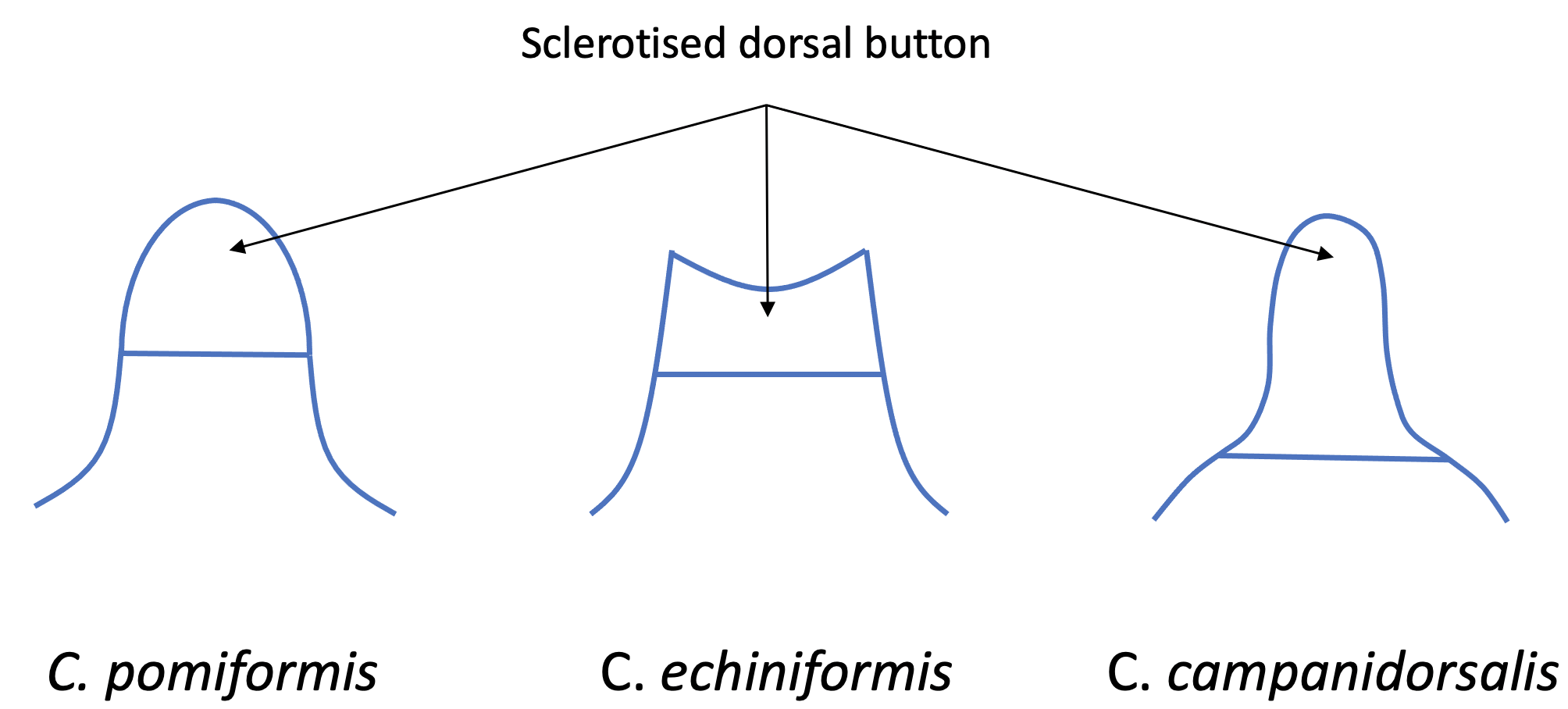
Botão dorsal esclerotizado das espécies de Cystococcus: C. pomiformis, C. echiniformis e C. campanidorsalis.

A fêmea de Cystococcus não possui pernas, asas ou antenas e foi descrita como semelhante a uma larva. As fêmeas crescem até 4 cm de comprimento. O corpo é elíptico a subesférico e de cor amarelo-esverdeada. A fêmea da cochonilha vive dentro da carne interior da galha. O ânus da fêmea é não funcional. As fêmeas são geralmente de corpo mole, embora a esclerotização produza um "botão" dorsal duro e placas porosas ventrais.
O botão é usado para selar a entrada da galha e também é o local onde ocorre o acasalamento. A forma do botão distingue as espécies de Cystococcus. Isso permite identificar a fêmea sem abrir a galha. C. pomiformis tem um botão de forma convexa que varia de largo e em forma de cúpula a pontiagudo e cônico, C. campanidorsalis tem um botão em forma de sino e C. echiniformis tem um botão de forma côncava.
Outra característica distintiva das fêmeas de cochonilha é o padrão de suas placas porosas ventrais. As placas porosas são um órgão sensorial olfativo encontrado em insetos. Em Cystococcus, cada placa porosa da fêmea adulta é composta por poros agrupados e cercados por uma cutícula esclerotizada [en] para formar a placa. As placas porosas produzem uma cera branca e pulverulenta quando o inseto está vivo. A função dessa cera é desconhecida. C. echiniformis tem um agrupamento não padronizado de placas porosas. As placas porosas em C. campanidorsalis são claramente separadas por faixas transversais. C. pomiformis tem placas porosas que se agrupam ao redor da vulva e não são claramente separadas em faixas transversais de esclerotização.
Os nomes das três espécies de cochonilha que induzem galhas de coco-do-mato refletem características observáveis. O nome campanidorsalis vem do botão em forma de sino, com campana significando sino em latim, e que está localizado dorsalmente em vez de caudalmente. Pomiformis significa 'semelhante a uma maçã' em latim e refere-se à forma e tamanho da galha induzida por C. pomiformis. Echiniformis é uma palavra latina que significa em forma de ouriço e pode se referir à forma nodosa e à textura irregular da galha induzida por C. echiniformis.

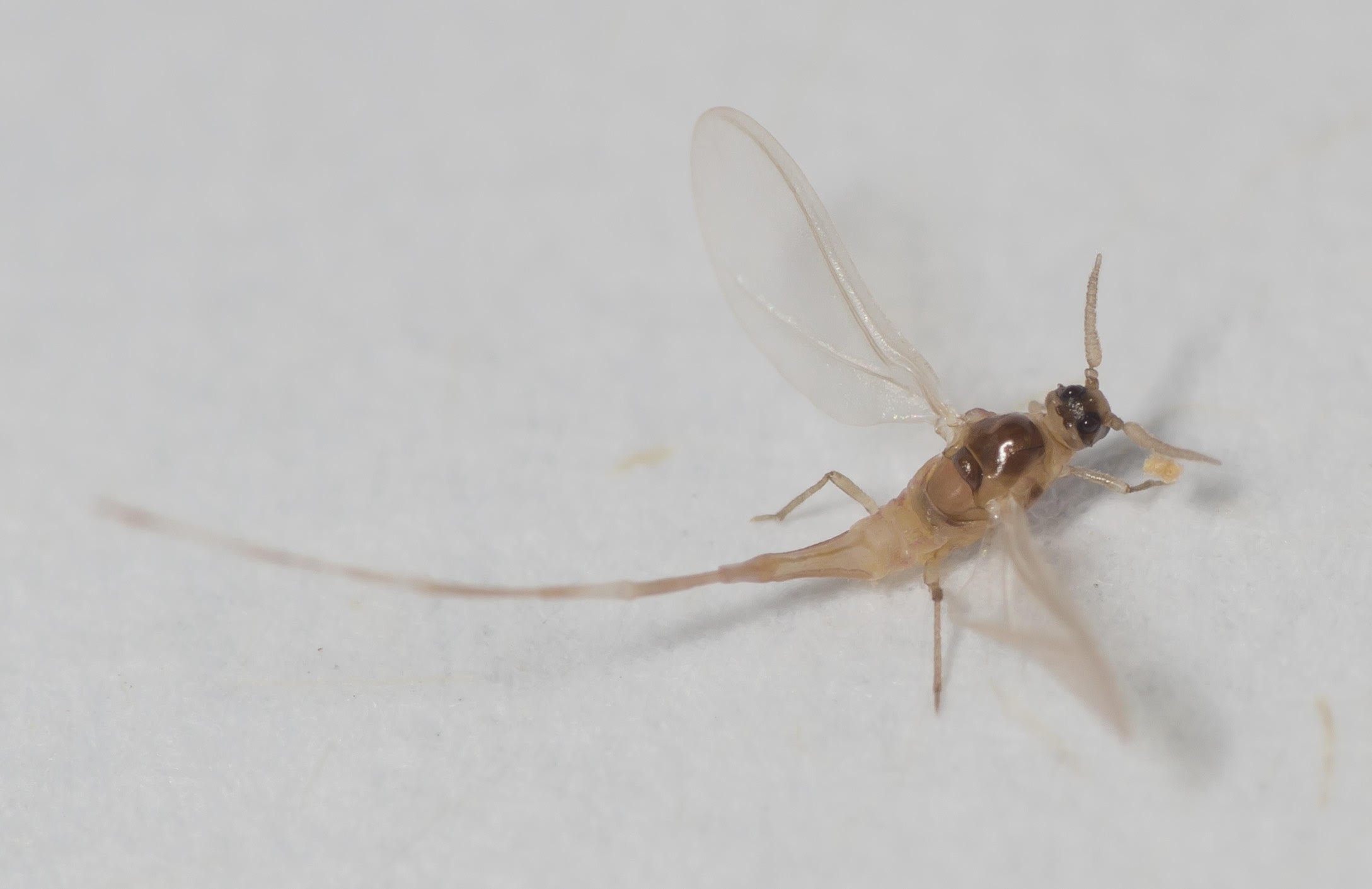
Macho adulto de C. campanidorsalis.

#### Macho
É difícil distinguir diferentes espécies de machos adultos dentro do gênero Cystococcus. Os corpos dos machos adultos têm até 9,5 mm de comprimento e possuem um abdômen alongado, provavelmente uma adaptação para permitir o acasalamento através da entrada da galha. Os machos têm asas roxas que permitem o transporte das proles imaturas para fora da galha. Cada galha contém entre 1700 e 4600 machos.

### Galha

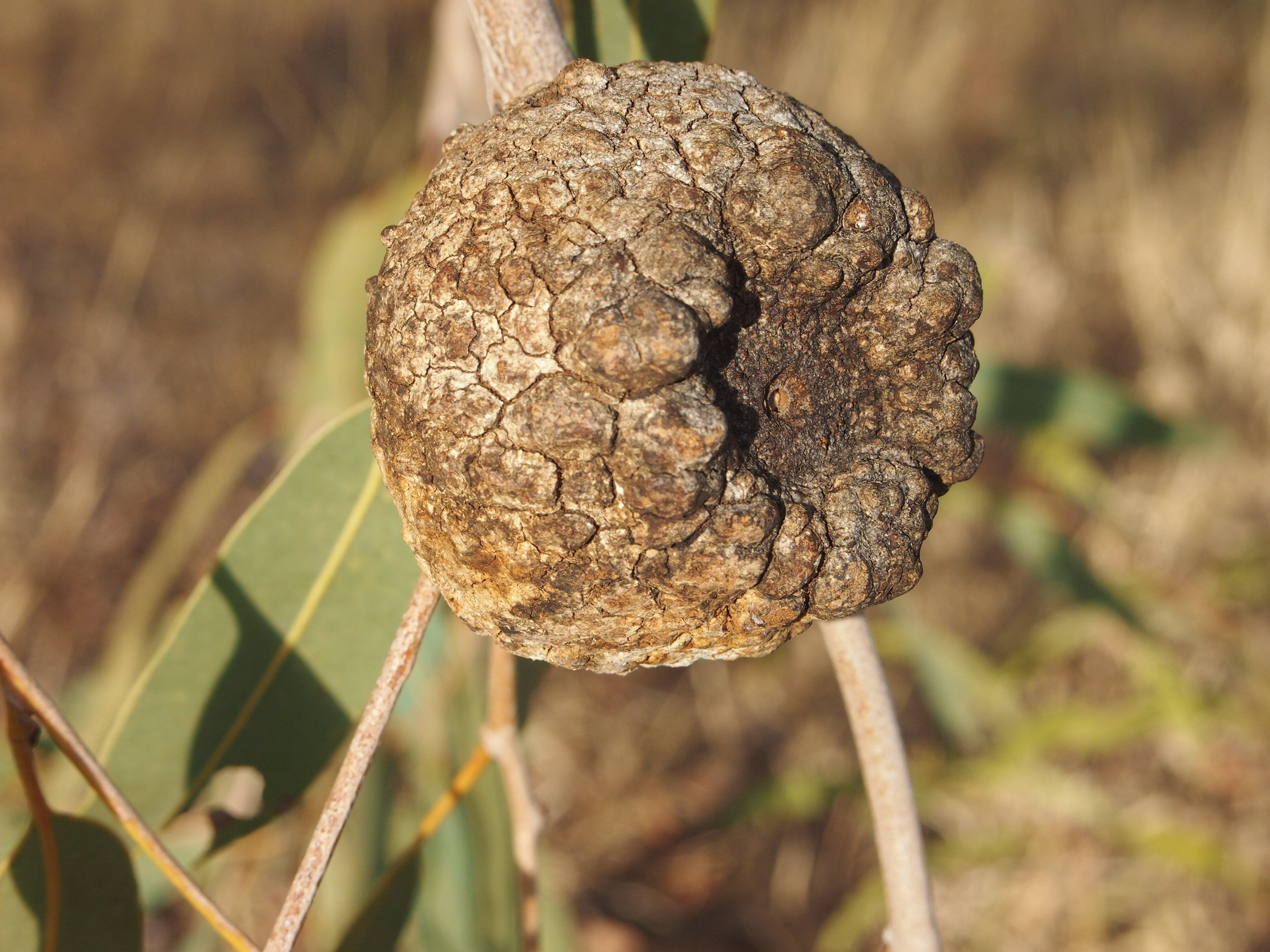
Uma galha de coco-do-mato em um eucalipto C. opaca contendo cochonilhas vivas do gênero Cystococcus.

A galha de coco-do-mato é um crescimento anormal de tecido vegetal que ocorre nas folhas, galhos ou ramos da árvore hospedeira. As galhas de coco-do-mato têm uma superfície irregular e forma variável, mas são geralmente esféricas e têm a aparência de um pequeno fruto. O tamanho das galhas varia dentro e entre as espécies, geralmente variando de uma bola de golfe a uma bola de tênis. A galha produzida por C. pomiformis tem o maior tamanho médio.
A galha apresenta uma camada externa dura e uma camada interna macia e carnosa que reveste a cavidade que abriga a fêmea adulta de cochonilha. A camada externa tem uma textura de superfície que varia de lisa a irregular e nodosa. A camada interna é uma carne branca leitosa com até 1 cm de profundidade. A carne branca e a aparência em seção transversal contribuem para o nome "coco-do-mato" porque são semelhantes em aparência a um coco. A carne branca também é dita ter um sabor semelhante ao de coco. Em galhas maduras, a fêmea do inseto está fixada à parede interna em um ponto de fixação fino com um pequeno orifício para o exterior. A fêmea do inseto e sua prole se alimentam da camada carnosa.
A aparência das galhas varia ligeiramente entre as espécies. C. campanidorsalis induz galhas com diâmetro de 18–28 mm e a superfície da galha geralmente tem uma camada externa solta e escamosa com cor variando de marrom claro a escuro. C. echiniformis induz galhas com diâmetro de 16–49 mm. A textura da superfície varia de lisa a áspera e a cor é geralmente creme-marrom, mas muda para cinza ou preto à medida que a fêmea do inseto envelhece e morre. C. pomiformis geralmente induz galhas que têm uma superfície irregular e nodosa com diâmetro de 13–90 mm. A superfície da galha é geralmente pálida e creme-marrom quando o inseto está vivo, mas escurece e a superfície se torna nodosa quando o inseto morre.
A planta hospedeira mais comum é o eucalipto C. terminalis [en], dando ao coco-do-mato o nome alternativo de "maçã-de-sangue". A galha de coco-do-mato tem duas projeções semelhantes a folhas que podem funcionar para camuflá-la de animais, incluindo cacatuas e papagaios, que podem se alimentar de cochonilhas. Os cocos-do-mato são geralmente encontrados em cachos em ramos pequenos e jovens da árvore hospedeira. A vida útil do coco-do-mato é de 18 a 26 semanas.

## Ecologia

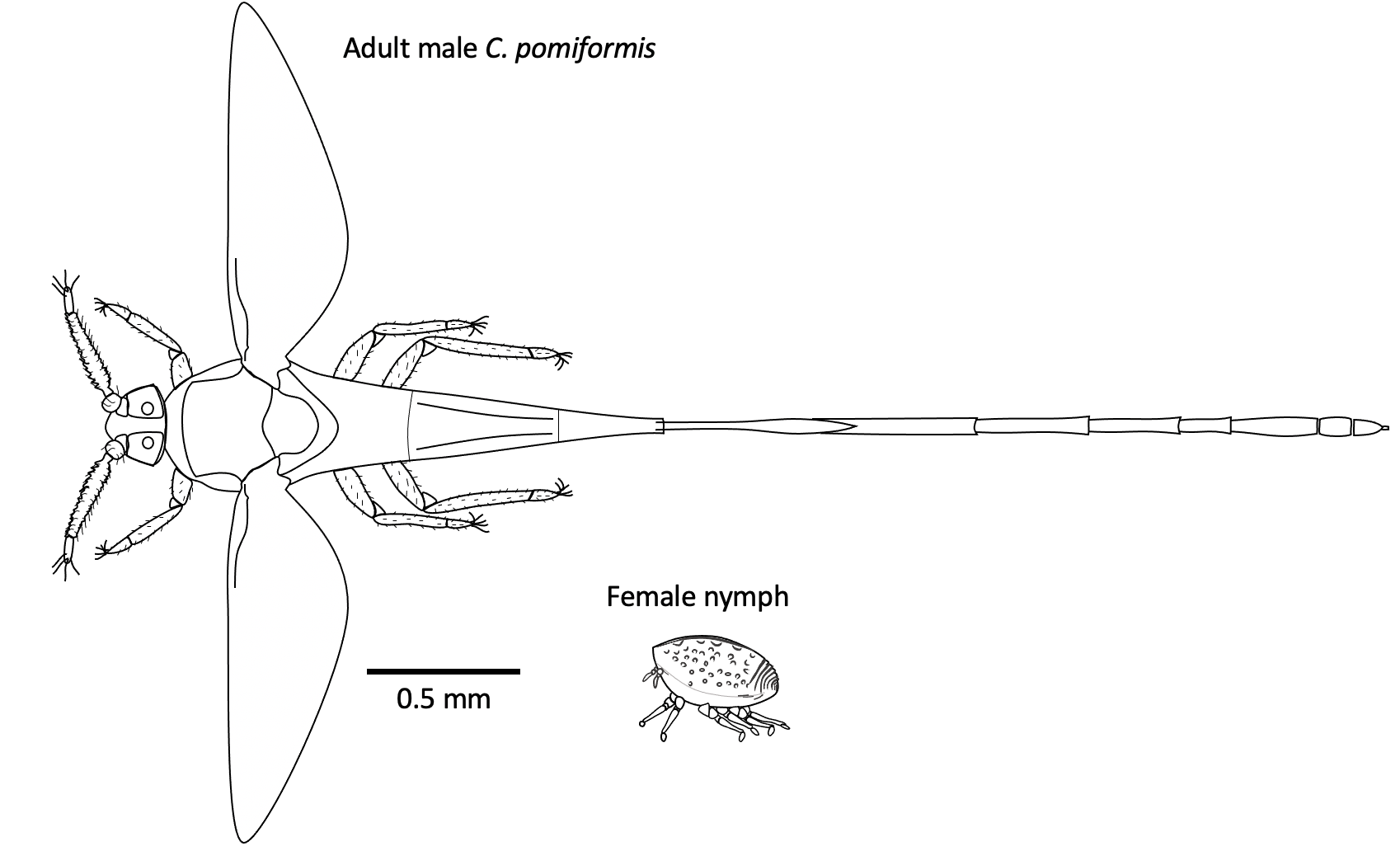
Macho adulto de C. pomiformis com uma ninfa fêmea mostrada em escala.

A formação da galha de coco-do-mato é o resultado de uma relação simbiótica entre a planta  hospedeira e a fêmea de cochonilha. A carne interna do coco-do-mato fornece proteção para a fêmea do inseto, bem como alimento para ela e sua prole. A reprodução ocorre quando um indivíduo macho insere seu abdômen através de um pequeno orifício na galha para acasalar com a fêmea.
A reprodução envolve um processo conhecido como dicronismo sexual, no qual a fêmea adulta controla a alocação de sexo de sua prole para produzir machos e fêmeas em momentos diferentes. A fêmea adulta dá à luz a prole masculina primeiro. Os machos se alimentam da carne do coco-do-mato e se desenvolvem em adultos alados. Quando os machos estão quase maduros dentro da galha, as proles femininas são produzidas. Quando a mãe morre, as proles femininas imaturas e sem asas são transportadas para fora da galha materna no abdômen alongado de seus irmãos machos e depositadas em uma árvore hospedeira para iniciar o ciclo novamente. Os machos então voam para encontrar parceiras.

## Distribuição e habitat

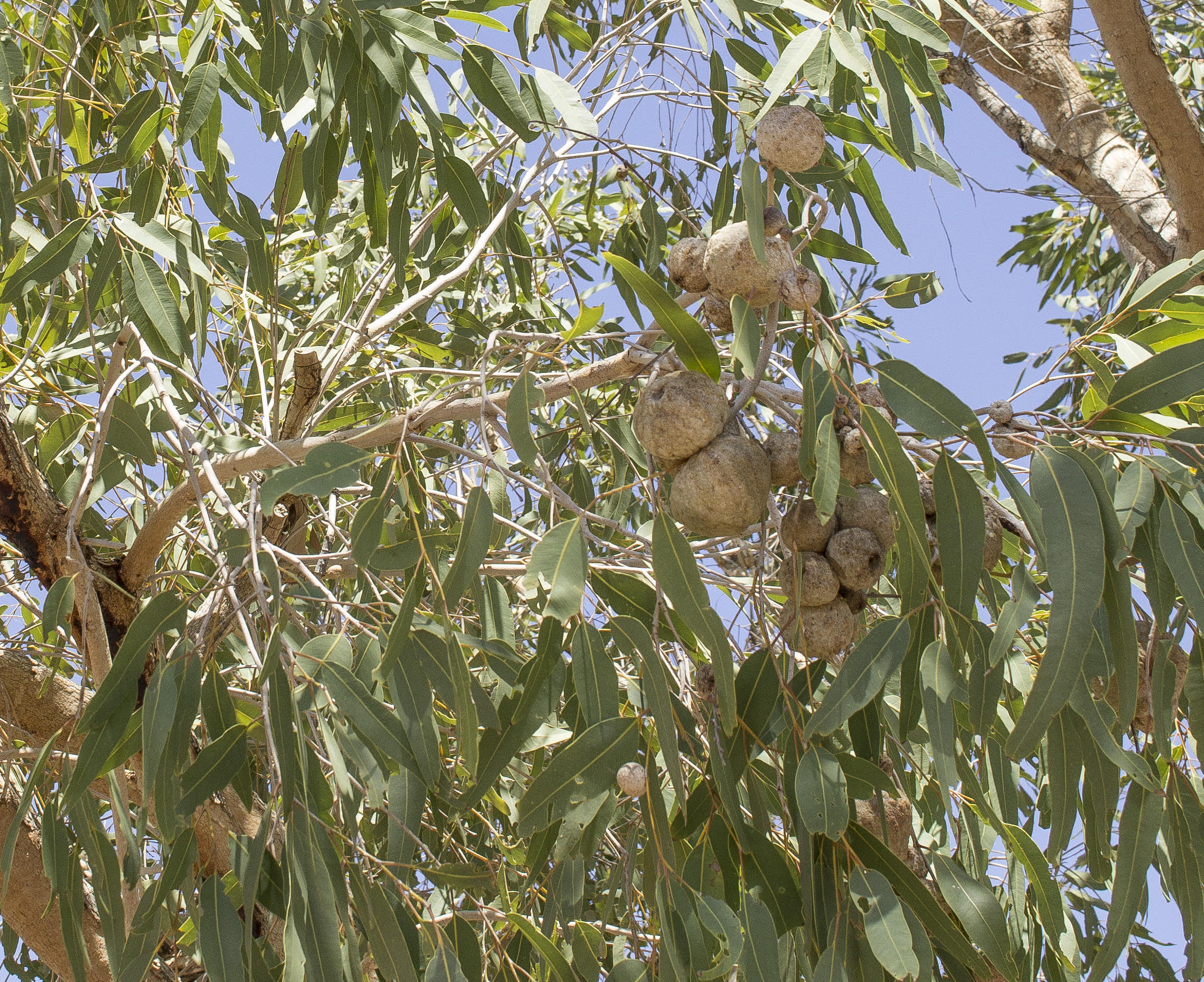
Cacho de cocos-do-mato (gênero Cystococcus) em uma árvore de eucalipto-de-jardim (Corymbia).

O coco-do-mato é comumente encontrado nas formações florestais de savanas e em florestas esclerófilas secas do norte e centro da Austrália, mas populações também foram encontradas em Queensland, Austrália Ocidental e Nova Gales do Sul. Os cocos-do-mato também são encontrados no popular destino turístico "Alice Springs Desert Park" no Território do Norte.
C. pomiformis foi encontrado no noroeste da Austrália Ocidental, no Território do Norte e em Queensland. As árvores hospedeiras incluem C. cliftoniana, C. collina, C. deserticola, C. dichromophloia, C. drysdalensis, C. erythrophloia [en], C. hamersleyana, C. intermedia e C. terminalis. C. echiniformis é encontrado no noroeste da Austrália Ocidental, no Território do Norte, no oeste de Queensland e no extremo noroeste de Nova Gales do Sul. As árvores hospedeiras incluem C. chippendalei, C. clarksoniana [en], C. foelscheana, C. greeniana, C. lenziana, C. polycarpa, C. ptychocarpa e C. terminalis. C. campanidorsalis foi encontrado pela primeira vez no centro de Brisbane em 2015. A única árvore hospedeira conhecida é C. trachyphloia [en].

## Cultivo e uso
Os cocos-do-mato são frequentemente coletados durante a estação fria, geralmente em abril ou maio, enquanto ainda contêm o inseto vivo. Eles são colhidos da árvore hospedeira e depois quebrados com uma pedra ou outro objeto duro. A galha pode ser amolecida ao ser colocada sobre cinzas quentes. O revestimento de carne da galha é raspado e o inseto e a carne são consumidos. O coco-do-mato é uma fonte de alimento para aborígenes australianos e também para aves e outros insetos. O inseto tem um sabor doce e suculento e alto teor de água. A água dentro do inseto é conhecida como o suco de coco-do-mato. As galhas também fornecem abrigo para outros artrópodes, incluindo grilos de árvores [en], formigas e aranhas.

## Nutrição
Os cocos-do-mato fornecem uma boa fonte de proteína para a dieta. Um estudo sobre a nutrição do coco-do-mato de C. pomiformis vivendo em uma galha na C. opaca descobriu que tanto machos quanto fêmeas têm alto teor de proteína e alta energia bruta. A faixa de energia bruta foi de 15,12 a 25,13 MJ/kg para fêmeas e 22,56 a 26,87 MJ/kg para machos. O revestimento da galha, em comparação, tem menor energia bruta com uma faixa de 14,15 a 16,67 MJ/kg.

## Significado cultural
O coco-do-mato é conhecido pelos povos Arrernte [en] da Austrália Central, os Gija da Austrália Ocidental, e os Warumungu e Warlpiri do Território do Norte, cada um com seus próprios nomes para a fonte de alimento.